# يا فصيح لمن تصيح (مسلسل)
يا فصيح لمن تصيح مسلسل كوميدي يمني لمحمد الأضرعي عرض على قناة السعيدة خلال شهر رمضان المبارك عام 2008م.

## التمثيل
من بطولة:
- محمد الأضرعي.
- إبراهيم شرف الدين.
- توفيق الأضرعي.
- خالد محرم.
- نبيل الآنسي.

## ردة الفعل
حقق المسلسل نجاحاً بارزاً على الساحة اليمنية، ويعتبر الناقل الرئيسي لمحمد الأضرعي إلى التمثيل بعد المسلسل الكوميدي خلطة ما فيهاش غلطة والمقابلة التي تمت على فضائية السعيدة الذي قدم أغانيه.